# Stictoptera laba
Stictoptera laba là một loài bướm đêm trong họ Noctuidae.